# Малое Полесье (посёлок)
Ма́лое Поле́сье — посёлок в Тарасовском районе Ростовской области. Входит в состав Дячкинского сельского поселения.

## История
В 1987 году указом Президиума Верховного Совета РСФСР Посёлку четвёртого отделения Тарасовского зерносовхоза присвоено наименование Малое Полесье.

## Население
| 2010 | 2013 | 2015 | 2016 |
| ---- | ---- | ---- | ---- |
| 288  | ↘270 | ↘251 | ↗263 |

## Улицы
- ул. Ленина,
- ул. Мира,
- ул. Полевая,
- ул. Садовая,
- ул. Центральная.

## Археология
Рядом с поселком Малое Полесье находится памятник археологии:
- Курган «Малое Полесье» — в 1,0 км к северо-западу от посёлка.